# Marie-Christine de l'Immaculée-Conception
Sainte Marie-Christine de l'Immaculée-Conception, née à Naples le 1er mai 1856 et morte à Casoria le 20 janvier 1906, est une religieuse italienne. Elle est la fondatrice des Sœurs victimes expiatrices de Jésus-Sacrement, destinées à expier les péchés de l'humanité par une vie contemplative et à prendre en charge les jeunes filles pauvres. Elle est vénérée comme sainte par l'Église catholique, et fêtée le 20 janvier selon le Martyrologe romain.

## Biographie

### Essais de vie religieuse
Adélaïde Brando est née le 1er mai 1856 à Naples, dans le royaume des Deux-Siciles. Dès son plus jeune âge, elle manifeste son goût pour la piété et souhaite devenir une sainte. À l'âge de 12 ans, lors de la nuit de Noël 1868, elle se consacre à Dieu par le vœu de  virginité. En 1876, elle tente une vie religieuse chez les Adoratrices perpétuelles du Saint-Sacrement où elle reçoit le nom de sœur Marie-Christine de l'Immaculée-Conception. Déjà renvoyée temporairement chez elle à deux reprises à cause de sa mauvaise santé, elle doit définitivement quitter le cloître en 1877. Elle s'installe alors à Naples dans une pauvre maison qu'elle partage avec des jeunes femmes désireuses de se consacrer à Dieu. 
Marie Christine Brando est accompagnée par saint Ludovic de Casoria et par le Père Michelangelo Longo. En 1884, elle s'installe à Casoria. Sur les conseils de saint Ludovic de Casoria, elle réalise son projet premier : elle fonde avec ses quelques compagnes une communauté dans laquelle elle instaure une spiritualité tournée autour du Saint-Sacrement en approfondissant l'adoration eucharistique.  
Son œuvre se fonde aussi sur un autre point : réparer et expier les péchés des hommes. Sœur Marie-Christine désire que l'on puisse adorer le Saint-Sacrement jour et nuit sans interruption, et lance en 1893 la construction d'une église dont la vocation serait l'adoration perpétuelle. Son amour de l'eucharistie est tel qu'elle fit construire sa chambre contre l'église, et perça un trou dans le mur afin de pouvoir regarder sans cesse le Saint-Sacrement. 

### Nouvelle congrégation
Malgré la rapidité de la croissance de la communauté, l'argent et des locaux pour abriter les nouvelles religieuses manquent. De plus, sœur Marie-Christine, mère fondatrice, souffre d'une santé fragile. Au fil du temps, on lui apporte du soutien et la communauté reçoit son approbation par le Saint-Siège le 7 juillet 1903. La communauté prend le nom de Congrégation des Sœurs victimes expiatrices de Jésus-Sacrement.  
Une branche est consacrée à une vie exclusivement contemplative, et une autre se consacre à l'enseignement et au catéchisme des jeunes filles pauvres. De nombreux pensionnats et orphelinats sont ouverts, tandis que les couvents de la nouvelle congrégation se multiplient dans le sud de l'Italie. 
Marie-Christine de l'Immaculée-Conception répéta souvent à ses sœurs et dans sa correspondance : « Je dois me faire sainte, coûte que coûte. » Elle meurt après une courte maladie, le 20 janvier 1906 à Casoria, âgée de 49 ans seulement.

## Vénération

### Béatification

#### Enquête sur les vertus
La cause pour la béatification de sœur Marie-Christine débute en 1927 au sein de l'archidiocèse de Naples. L'enquête récoltant ses écrits et les témoignages sur sa vie est envoyée à Rome en 1978, afin d'y être étudiée par la Congrégation pour les causes des saints. 
Après le rapport positif des différentes commissions sur la sainteté de sœur Marie-Christine, le pape Jean-Paul II la déclare vénérable le 2 juillet 1994.

#### Reconnaissance d'un miracle
En 1992, une hôtesse de l'air philippine, Mme Federica de la Fuente, âgée de 27 ans et mère de deux enfants, est confrontée à une infection pulmonaire mortelle. Malgré plusieurs interventions chirurgicales, son état se détériore et la jeune femme se retrouve en phase terminale. Lors d'une insomnie causée par les douleurs, Federica de la Fuente implore sœur Marie-Christine de lui obtenir la guérison. Quelques jours plus tard, lors d'examens, les médecins découvrent qu'il n'y a plus aucune trace d'infection dans les poumons de Madame de la Fuente.
Une enquête canonique est ouverte pour déterminée l'origine miraculeuse de cette guérison. En octobre 2001, la commission médicale mise en place par le Saint-Siège rend ses conclusions : il n'y a aucune explication scientifique. Le 20 décembre 2001, le pape Jean-Paul II reconnaît comme authentique le miracle attribué à l'intercession de sœur Marie-Christine, et signe le décret de sa béatification. 
Sœur Marie-Christine est solennellement proclamée bienheureuse le 27 avril 2003 par le pape Jean-Paul II, lors d'une messe célébrée sur la place Saint-Pierre.

### Canonisation

#### Second miracle
Maria Angela Di Mauro, italienne, avait connu deux fausses couches successives. Son désir de maternité la pousse toutefois à prier sœur Marie-Christine de lui obtenir un enfant. Tombée enceinte contre toute attente, les médecins déconseillent à Madame Di Mauro de garder l'enfant, car sa propre vie est en danger. Elle prie une nouvelle fois Mère Brando de la protéger, ainsi que son enfant. Son garçon naît en 2004 en bonne santé.
Une enquête canonique est établie, et en janvier 2013, la commission médicale rend ses conclusions : il n'y a aucune explication scientifique à la naissance en bonne santé de l'enfant. Le 20 septembre 2014, le pape François reconnaît le caractère miraculeux de cette naissance attribuée à l'intercession de Mère Brando, et signe le décret de sa canonisation. 
Mère Brando est solennellement proclamée sainte le 17 mai 2015 par le pape François, au cours d'une messe célébrée sur la place Saint-Pierre.

### Culte
La mémoire liturgique de sainte Marie Christine de l'Immaculée Conception Brando se célèbre le 20 janvier.
La châsse contenant son corps est exposée à la vénération des fidèles dans l'église des Sœurs sacramentines, 7 Via Gioacchino D'Anna à Casoria. L'église jouxte la Maison mère des Sœurs victimes expiatrices, dans laquelle se trouve un musée exposant les biens personnels de Mère Brando.